# Stronghold 2
Stronghold 2 (укр. Цитадель 2) — відеогра, стратегія в реальному часі, випущена Firefly Studios в 2005 році. Є сюжетним продовженням гри Stronghold. Гра симулює будівництво та оборону середньовічного замку. Ігрова система більше нагадує систему з Stronghold Crusader з деякими змінами. На рушієві Stronghold 2 з деякими змінами була створена гра Stronghold Legends з фентезійних сюжетом.

## Ігровий процес
Гравець починає гру лицарем, який править середньовічним замком, подібно до попередньої гри. Використовуючи доступні ресурси, він будує житлові і військові будівлі, майстерні, будівлі для видобутку ресурсів і їжі. Вільні селяни автоматично вибирають собі роботу, якщо для них є робочі місця (вільні будівлі), втручання гравця тут мінімальне. Більше уваги доводиться приділяти військовим спорудам. Війська також наймаються з вільних селян (рекрутів). Військовими юнітами можна управляти як індивідуально, так і в групі. Іноді трапляються битви, в яких беруть участь сотні воїнів на кожній стороні. Одна з відмінностей від першої частини полягає в тому, що гравець може придбати деяких військових юнітів, тільки володіючи певною кількістю «честі» (ігровий ресурс, одержуваний за популярність, проведені бали, турніри, бенкети).
У Stronghold 2 існують маєтки — напівавтономні села, без замка і захисних стін. Управляються як гравцем, так і штучним інтелектом. Вони виробляють власні товари, які гравець може переслати в свій замок або замок союзників за допомогою воза.
Як і в оригінальній Stronghold, крім кампаній (військової та економічної), гравець може вибрати й інші режими гри: Вільне будівництво — обрати карту місцевості та будувати на ній як замнеться, Сутичка за корону — боротися з комп'ютерними опонентами, Облога — взяти участь в битві на боці захисників чи нападників на замок, Шлях завойовника — то ж саме, що і Облога, але у формі окремої кампанії, Економічні і військові місії — виконання окремих завдань. Є можливість створювати власні карти і грати на них, або обмінюватися картами з іншими гравцями. У грі наявний мультиплеєр з можливістю гри як по мережі Інтернет, так і по локальній мережі.

### Економіка
Економічна система практично не змінена у порівнянні з оригінальною грою. Основним фактором залишається популярність — ступінь поваги селян до свого лорда. Stronghold 2 має один новий ресурс — «Честь». Вона отримується за високу популярність в народу, бенкети, на які приходять правителі сусідніх областей, лицарські турніри і т. д. Для бенкетів потрібні делікатеси, недоступні протсим селянам. У зв'язку з цим в грі з'явилися додаткові будівлі, що виробляють їжу тільки для лорда. Честь необхідна для найму більшості юнітів.
З'явилися такі товари як вівці, тканина, свічки, гуси, вугри, вино, виноград, овочі. Всі припаси зберігаються в коморі. Там же можна встановити раціон, який впливає на популярність. Також додалася кухня, де зберігається їжа для лорда та його гостей, а також свиноферма, город, ставок, і виноградник — все це виробляє продукцію для кухні. Харчування селян не змінилося ніяк — вони споживають яблука, сир, хліб і м'ясо. вино, ель і хліб виробляються в кілька стадій. Якщо в коморі одночасно зберігається кілька типів їжі — збільшується честь.
Все виробництво засноване на складі — місці, де зберігаються товари. Для отримання товарів використовуються лісопилки, каменоломні, рудники, а для перевезення каменю та заліза — воли. Для виробництва тканини з'явилися овеча ферма і ткацька майстерня, а для виробництва свічок — вулик і майстерня свічника. Майстерні з виробництва зброї залишилися колишні — списороба, стрільника, коваля, броняра, кожум'яка. Додався візник — перевозить товари із замку в маєтку і назад. Ринок тепер безкоштовний — його достатньо просто побудувати, і можна торгувати ресурсами і товарами. Основні виробничі ланцюжки змін не зазнали, додалися дві нові — одягу та свічок.
Було введено злочинність, нечистоти і щурів. З ними треба боротися, інакше це може сильно зашкодити популярності та економіці. Для боротьби з нечистотами використовується вигрібна яма, для боротьби з пацюками — пост сокольничого, з чумою — аптека, з пожежами — чани з водою і колодязі. Також з'явилася велика система протидії злочинності: пости сторожі для лову злодіїв, суд, гільдія катів, а також знаряддя покарання.

### Будівництво
До оборонних споруд додалися деякі вежі, зокрема бастіони. Стіни і вежі в Stronghold 2 можна зруйнувати тільки облоговими знаряддями. Повернулися (у порівнянні з Stronghold Crusader) дерев'яні стіни та башти. Змінився вигляд сходів, крім того, на кожну вежу можна піднятися по внутрішніх сходах. Також всередині великих веж є змога облаштувати спеціальні майданчики для воїнів.
В цій грі лорд може побудувати облоговий табір. У ньому можна виготовити всі 10 типів облогових знарядь. Також додалися валуни і запалювальні нафтові пастки, колоди, каменемети і просто камені, що скидаються на голови нападників зі стін. Було введено два типи пасток, не рахуючи нафтових. Як і раніше залишилися рови, проте перебратися через них можна тільки через великий барбакан з мостом. Мангонелі і баллісти змін не зазнали. Їх можна встановлювати на великі вежі і бастіони.
До цивільних споруд додалися палати Леді, скарбниця для встановлення податків, та монастир, в якому можна наймати ченців. Всі інші будівлі зберегли свої колишні функції.

### Війна
Військова система не зазнала значних змін. Від гри Stronghold Crusader цю гру відрізняють тільки змінені юніти, а також система облогових знарядь. Додалася можливість шикувати війська.
Основні воїни залишилися тими ж, що в Stronghold: списоносці, лучники, арбалетники, піхотинці, пікінери, мечники і вершники. До них додалися селяни з вилами. Лицарі стали помітно сильнішими і дорожчими, отримали змогу воювати як у пішому, так і в кінному строю. Дальність польоту стріл арбалетників стала меншою, ніж у лучників, а пробивна сила і захист — набагато більшими. Крім основних юнітів є додаткові воїни-найманці: берсерки, пікти, кінні лучники, злодії, ассасини, метальники сокир. Деякі з них дублюють за функціями існуючих основних воїнів.
У цій грі знищувати кам'яні стіни, ворота і башти можна тільки облоговими знаряддями. Спеціально для знесення воріт існують тарани, а для руйнування стін і веж — метальні машини (катапульти і требушети). Для підйому військ на ворожі стіни є тип облогових веж. Для захисту своїх військ від стріл і болтів противника існують мантелети і щити. Так само є баллісти і палаючі вози для підпалювання будівель ворога. Все це можна найняти в облоговому таборі, який будується прямо на землях противника. На вежах для захисту можна встановити мангонелі і баштові баллісти.

## Сюжет
Події відбуваються в середньовіччні, коли Сер Вільям (англ. Sir William) робить Метью Стіла (англ. Matthew Steele) — персонажа гравця — своїм пажем. Сера Вільяма захоплюють невідомі вороги, але Стіл рятує його і обоє розбивають табір. Потім Сер Вільям вчить Стіла керувати замком, в чому допомагають двоє радників:
1. Том Сімкінс (англ. Tom Simpkins), який вчить економіці, даючи поради про те, як найкраще добувати і розподіляти їжу і ресурси.
2. Констебль Бріггс (англ. Constable Briggs), що вчить військовій справві — він попереджає про напади і консультує в питаннях про стратегію в нападі і захисті замку.